# Jarok
Jarok (Localment conegut com a Íreg) és un poble d'Eslovàquia que es troba a la regió de Nitra.

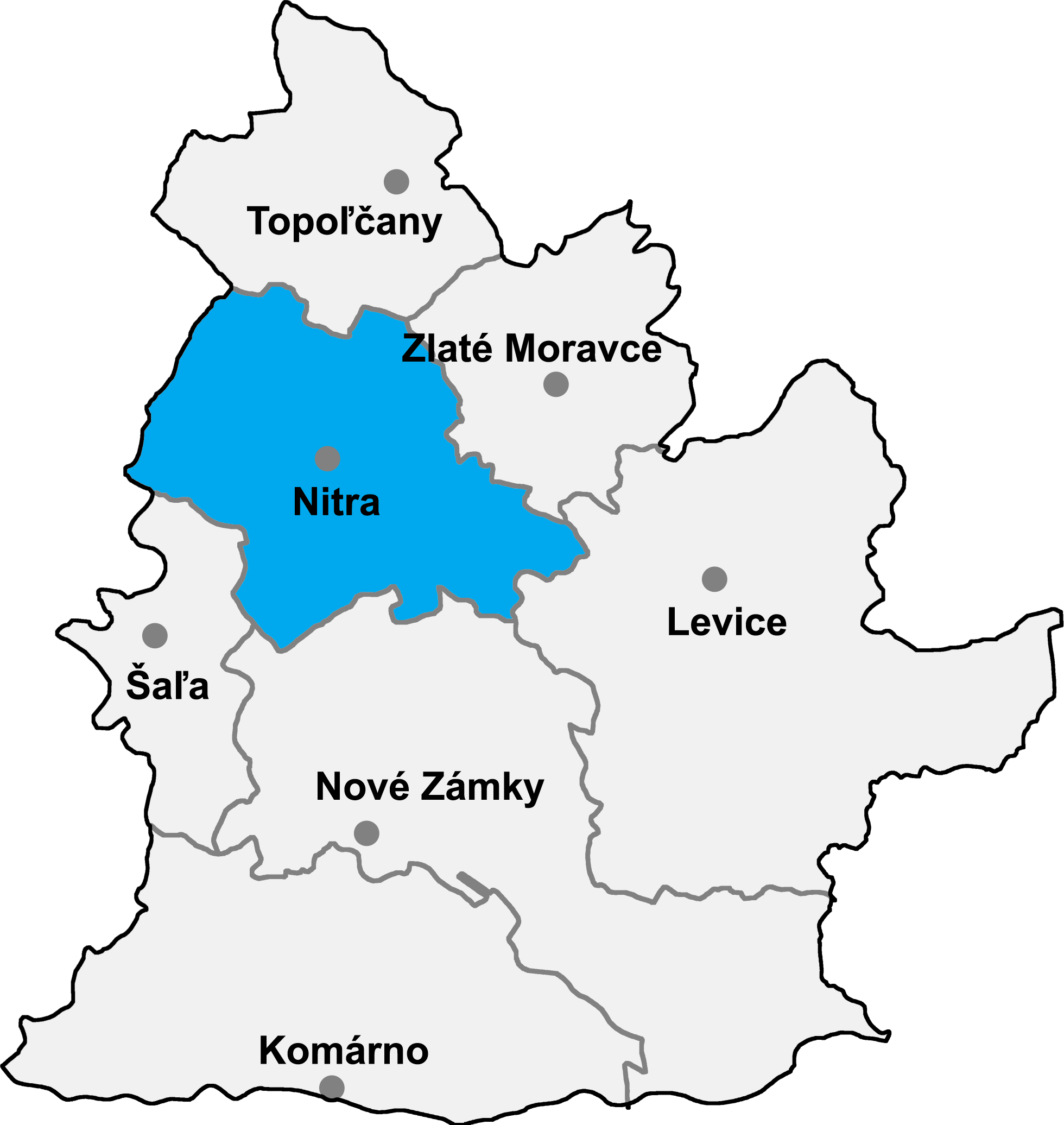
districte de Nitra

El poble va ser esmentat per primer cop el 1113.
El poble s'estén a una altitud de 160 metres i cobreix una àrea de 22.113 km². Té una població d'aproximadament de 1770 persones, aproximadament un 99% d'eslovacs.
El poble té una biblioteca pública, un gimnàs i to de futbol.
A Jarok, hi ha una potent estació de ràdio. Treballa en la freqūència de 1098 kHz i utilitza una torre d'antena de 133 metres. La construcció va començar el 1984 i la inauguració va ser el 1988.

## Demografia
| Godina             | 1994 | 2004   | 2014    | 2024    |
| ------------------ | ---- | ------ | ------- | ------- |
| Nombre de persones | 1794 | 1767   | 1947    | 2143    |
| Diferència         |      | −1,50% | +10,18% | +10,06% |

| Godina             | 2023 | 2024   |
| ------------------ | ---- | ------ |
| Nombre de persones | 2138 | 2143   |
| Diferència         |      | +0,23% |